# Хопа
Хопа (тур. Hopa) — город и район на северо-востоке Турции, в иле Артвин. Расположен в 67 км от города Артвин, на самой границе с Грузией, на побережье Чёрного моря. 
Население района по данным на 2007 год составляет 32 209 человек, из них население города — 17 361 человек. Площадь района — 389 км². Большинство населения составляют лазы, а также хемшилы. Ещё в середине 17 века Эвлия Челеби писал, что в Хопа почти всё население были лазы и лишь некоторая часть — греки.

Продолжая наш путь, прибыли в местечко Хопа. Это красивое место на землях Трабзона, на берегу моря, имеет виноградники и сады. Всё население — лазы-чхетиа, а часть — греки.— Эвлия Челеби
Имеется порт, кроме того, по другую сторону границы расположен крупный порт Батуми. На грузинской стороне напротив города находится село и пограничный пункт Сарпи, расстояние до самого Батуми — около 15 км. 
Расстояние от Хопы до Батуми по прямой 31 км, а по автотрассе составляет 37 км.
Хопа служит пунктом остановки и отдыха для водителей грузовиков, в последнее время набирает популярность и туризм. Ранее, до открытия границы, экономика почти полностью зависела от сельского хозяйства региона. 
Климат — мягкий и влажный, наиболее тёплые месяцы — июль и август.